# エーピーインディ
エーピーインディ (A.P. Indy) とは、アメリカ合衆国の競走馬・種牡馬である。1992年にベルモントステークスとブリーダーズカップ・クラシックを優勝し、種牡馬としても多くの活躍馬を輩出した。

## 経歴

### 生い立ち
父はアメリカ三冠馬シアトルスルー(Seattle Slew)、母の父セクレタリアト(Secretariat)もアメリカ三冠馬という組み合わせであり、半兄サマースコール (Summer Squall,en、父ストームバード) もプリークネスステークス（アメリカG1）優勝馬という良血で、1歳時のセリで290万ドルという高値で「エーピー」の冠名で知られる日本の鶴巻智徳が購入（のちにアメリカ人との共有）、そのままアメリカで競走馬となる。
母ウィークエンドサプライズ (Weekend Surprise) もスカイラーヴィルステークス（アメリカG3）優勝馬であり、サムシングロイヤル (Somethingroyal) 2x4という強いインブリードを持ち、エーピーインディ自身もボールドルーラー (Bold Ruler) 3x4という交配である。

### 現役時代

#### 2歳時代
後にフサイチペガサスでも知られることとなるニール・ドライスデール調教師の元、2歳となった1991年のデビュー戦は4着も、停留精巣の手術で片方の睾丸を摘出した後は3連勝でハリウッドフューチュリティ（アメリカG1）を優勝する。この年4戦3勝。

#### 3歳時代
翌3歳時はアメリカ三冠戦線に挑戦、前哨戦のサンラファエルステークス（アメリカG2）、サンタアニタダービー（アメリカG1）と連勝して前年のブリーダーズカップ・ジュヴェナイルを圧勝したアラジとの対決が期待されるも三冠初戦のケンタッキーダービー（アメリカG1）は軽い故障で回避。立て直してピーターパンステークス（アメリカG2）、三冠最終戦のベルモントステークス（アメリカG1）を勝利する。
秋2戦は5着3着と敗れたものの、アメリカ最大のレースであるブリーダーズカップ・クラシック（アメリカG1）に優勝し、引退する。この年7戦5勝、エクリプス賞年度代表馬に選出される。

#### 競走成績
| 出走日         | 競馬場                 | 競走名                       | 格 | 距離  | 着順 | 騎手           | 着差      | 1着（2着）馬   |
| -------------- | ---------------------- | ---------------------------- | -- | ----- | ---- | -------------- | --------- | -------------- |
| 1991年08月24日 | デルマー               | 未勝利                       |    | D6f   | 4着  | E.デラフーセイ | 5 1/2馬身 | Sharp Bandit   |
| 1991年10月27日 | サンタアニタ           | 未勝利                       |    | D6.5f | 1着  | E.デラフーセイ | 4馬身     | (Dr.Pain)      |
| 1991年12月04日 | ベルモントパーク       | 一般競走                     |    | D8f   | 1着  | E.デラフーセイ | 3馬身     | (Kalookan Boy) |
| 1991年12月22日 | ハリウッドパーク       | ハリウッドフューチュリティ   | G1 | D8.5f | 1着  | E.デラフーセイ | クビ      | (Dance Floor)  |
| 1992年02月29日 | サンタアニタ           | サンラファエルS              | G2 | D8f   | 1着  | E.デラフーセイ | 3/4馬身   | (Treekster)    |
| 1992年04月04日 | サンタアニタ           | サンタアニタダービー         | G1 | D9f   | 1着  | E.デラフーセイ | 1 3/4馬身 | (Bertrando)    |
| 1992年05月24日 | ベルモントパーク       | ピーターパンS                | G2 | D9f   | 1着  | E.デラフーセイ | 5 1/2馬身 | (Colony Light) |
| 1992年06月06日 | ベルモントパーク       | ベルモントS                  | G1 | D12f  | 1着  | E.デラフーセイ | 3/4馬身   | (My Memoirs)   |
| 1992年09月13日 | ウッドバイン           | モルソンエクスポートミリオン | G2 | D9f   | 5着  | E.デラフーセイ | 2 1/2馬身 | Benburb        |
| 1992年10月10日 | ベルモントパーク       | ジョッキークラブ金杯         | G1 | D10f  | 3着  | E.デラフーセイ | 6 3/4馬身 | Pleasant Tap   |
| 1992年10月31日 | ガルフストリームパーク | BCクラシック                 | G1 | D10f  | 1着  | E.デラフーセイ | 2馬身     | (Pleasant Tap) |

## 種牡馬時代
生まれ故郷でもあるアメリカのレーンズエンドファームで種牡馬入り。種牡馬としても成功し、2003年と2006年のアメリカリーディングサイアーとなる。2000年にはアメリカ競馬殿堂入りも果たした。2011年に受精能力の喪失により、種付けシーズン中に種牡馬を引退。産駒のプルピット、更にその産駒のタピットからサイアーラインを伸ばしており、ノーザンダンサー系とミスタープロスペクター系がほとんどを占める現在の世界競馬においてサンデーサイレンス系と並び隆盛している異系血脈となっている。
2014年北米シェア（重賞勝利数）では、ノーザンダンサー系とミスタープロスペクター系の合計で72%、2016年の英愛シェア（種付け実績）で86%となっている。他の父系は殆ど壊滅状態に陥っており、エーピーインディが属するボールドルーラー系の親系統であるナスルーラ系も英愛で3%、北米で3%（除くボールドルーラー系）に落ち込んでいるものの、ボールドルーラー系は北米で14%のシェアを確保しており、主流2系統にほぼ唯一対抗できる父系となっている。
2020年2月21日、余生を過ごしていた繋養先のレーンズエンドファームで死亡。

### 主な産駒
- 1994年産
  - アクセルレイター (Accelerator)  - ピルグリムステークス
  - トミスーズデライト(Tomisue's Delight) - ラフィアンハンデキャップ、パーソナルエンスンハンデキャップ
  - ランナップザカラーズ (Runup the Colors)  - アラバマステークス
  - ロイヤルインディ (Royal Indy)  - ガゼルハンデキャップ
  - プルピット (Pulpit) - ファウンテンオブユースステークス、ブルーグラスステークス
- 1995年産
  - ゴールデンミサイル(Golden Missile) - ピムリコスペシャルハンデキャップ
- 1996年産
  - ステファンゴットイーヴン(Stephen Got Even) - ドンハンデキャップ
- 1997年産
  - アプティテュード(Aptitude) - ハリウッドゴールドカップ、ジョッキークラブゴールドカップ
  - シークレットステータス(Secret Status) - ケンタッキーオークス、マザーグースステークス
  - マリブムーン(Malibu Moon) - 種牡馬
- 1998年産
  - エーピーヴァレンタイン(A P Valentine) - シャンペンステークス
- 1999年産
  - テンペラ(Tempera) - ブリーダーズカップ・ジュヴェナイルフィリーズ
  - パッシングショット (Passing Shot)  - パーソナルエンスンハンデキャップ
  - マインシャフト(Mineshaft) - ピムリコスペシャルハンデキャップ、サバーバンハンデキャップ、ウッドワードステークス、ジョッキークラブゴールドカップ
  - ジルバブ(Jilbab) - コーチングクラブアメリカンオークス
  - フラッター(Flatter) - 種牡馬
- 2000年産
  - インディファイヴハンドレッド(Indy Five Hundred) - ガーデンシティハンデキャップ
  - コングラッツ(Congrats) - サンパスカルハンデキャップ[2]
- 2001年産
  - エーピーアドヴェンチャー (A. P. Adventure)  - ラスヴァージネスステークス、シャンペンステークス
  - フレンズレイク (Friends Lake)  - フロリダダービー
- 2002年産
  - スゥィートシンフォニー (Sweet Symphony)  - アラバマステークス
- 2003年産
  - ジャストアズウェル (Just as Well)  - ノーザンダンサーターフステークス
  - バーナーディニ(Bernardini) - プリークネスステークス、トラヴァーズステークス、ジョッキークラブゴールドカップ
- 2004年産
  - テリング (Telling)  - ソードダンサー招待ステークス2勝
  - ラグズトゥリッチズ(Rags to Riches) - ベルモントステークス、ケンタッキーオークス、サンタアニタオークス、ラスヴァージネスステークス
- 2005年産
  - ミュージックノート (Music Note)  - マザーグースステークス、コーチングクラブアメリカンオークス、ガゼルステークス、バレリーナステークス、ベルデイムステークス
  - リトルベル(Little Belle)  - アッシュランドステークス
  - マジェスティックウォリアー (Majestic Warrior)  - ホープフルステークス[3]
- 2006年産
  - ジローラモ (Girolamo)  - ヴォスバーグステークス
  - フラッシング (Flashing)  - テストステークス、ガゼルステークス
- 2008年産
  - ラブアンドプライド(Love and Pride) - ゼニヤッタステークス、パーソナルエンスンハンデキャップ
- 2009年産
  - テイクチャージインディ(Take Charge Indy) - フロリダダービー
- 2010年産
  - ドリーミングオブジュリア(Dreaming of Julia) - フリゼットハンデキャップ
- 2011年産
  - オナーコード(Honor Code) - メトロポリタンハンデキャップ、ホイットニーステークス
  - ゴットラッキー(Got Lucky) - スピンスターステークス

### 主な日本調教馬
- 1994年産
  - ヒシナイル - フェアリーステークス
- 1996年産
  - シンボリインディ - NHKマイルカップ
  - サヤカ - フラワーカップ
- 1997年産
  - アラタマインディ - 小倉記念

### 母の父としての代表産駒
- 2003年産
  - ブルーグラスキャット (Bluegrass Cat)  - ハスケル招待ハンデキャップ
  - ウェイトアホワイル（Wait a While） - アメリカンオークス、イエローリボンステークス
- 2004年産
  - ミスターシドニー (Mr. Sidney)  - メイカーズマークマイルステークス
  - エニーギヴンサタデー (Any Given Saturday)  - ハスケル招待ハンデキャップ
- 2007年産
  - スーパーセイヴァー（Super Saver） - ケンタッキーダービー
  - モーニングライン（Morning Line） - カーターハンデキャップ
- 2008年生
  - ロイヤルデルタ（Royal Delta） - ブリーダーズカップ・レディーズクラシック2回、アラバマステークス、ベルデイムステークス、デラウェアハンデキャップ、パーソナルエンスンハンデキャップ
  - プラムプリティ（Plum Pretty） - ケンタッキーオークス、アップルブロッサムハンデキャップ
  - イマジニング（Imagining） - マンノウォーステークス
  - ミスターダニー（Mr.Dany） - ポージャデポトリジョス
- 2009年産
  - センターコート (Centre Court)  - ジェニーワイリーステークス
  - ジョーキング（Joking） - ヴォスバーグステークス
- 2011年産
  - アルテミスアグロテラ（Artemis Agrotera） - フリゼットステークス、バレリーナステークス
- 2013年産
  - ズールーアルファ（Zulu Alpha） - ペガサスワールドカップターフ
- 2014年産
  - クラウドコンピューティング（Cloud Computing） - プリークネスステークス
  - センガ（Senga） - ディアヌ賞
  - フラッグスタッフ（Flagstaff） - チャーチルダウンズステークス
- 2015年産
  - ボルトドーロ（Bolt d'Oro） - デルマーフューチュリティステークス、フロントランナーステークス
  - シークレットスパイス（Secret Spice） - ビホルダーマイルステークス
- 2016年産
  - グローバルキャンペーン（Global Campaign） - ウッドワードH
- 2017年産
  - ミスティックガイド（Mystic Guide） - ドバイワールドカップ
  - アイドル（Idol） - サンタアニタハンデキャップ
  - アトーン（Atone） - ペガサスワールドカップターフ
  - クケラチャ（Kukeracha） - BRCクイーンズランドダービー
- 2018年産
  - マラサート（Malathaat） - アッシュランドステークス、ケンタッキーオークス、アラバマステークス、パーソナルエンスンステークス、スピンスターステークス、ブリーダーズカップ・ディスタフ
- 2019年産
  - ネスト（Nest） - アッシュランドステークス、コーチングクラブアメリカンオークス、アラバマステークス

### 主な日本調教馬
- 2006年産
  - ヒカルアマランサス - 京都牝馬ステークス
- 2008年産
  - カレンミロティック - 金鯱賞
- 2009年産
  - エクセラントカーヴ - 京成杯オータムハンデキャップ
  - ケイアイエレガント - 福島牝馬ステークス、京都牝馬ステークス

## 血統表
| エーピーインディ (A.P. Indy)の血統（シアトルスルー系 / Bold Ruler4×3=18.75%、Nasrullah5×5×4=12.50%、Princequillo5×4=9.38%、Turn-to5×5=6.25%、Striking・Busher5×5=6.25%(父内)、Somethingroyal3×5=15.63%(母内)） | エーピーインディ (A.P. Indy)の血統（シアトルスルー系 / Bold Ruler4×3=18.75%、Nasrullah5×5×4=12.50%、Princequillo5×4=9.38%、Turn-to5×5=6.25%、Striking・Busher5×5=6.25%(父内)、Somethingroyal3×5=15.63%(母内)） | エーピーインディ (A.P. Indy)の血統（シアトルスルー系 / Bold Ruler4×3=18.75%、Nasrullah5×5×4=12.50%、Princequillo5×4=9.38%、Turn-to5×5=6.25%、Striking・Busher5×5=6.25%(父内)、Somethingroyal3×5=15.63%(母内)） | （血統表の出典）    | （血統表の出典） |
| 父 Seattle Slew 1974 黒鹿毛 | 父の父Bold Reasoning 1968 黒鹿毛 | Boldnesian | Bold Ruler          | Bold Ruler       |
| 父 Seattle Slew 1974 黒鹿毛 | 父の父Bold Reasoning 1968 黒鹿毛 | Boldnesian | Alanesian           |                  |
| 父 Seattle Slew 1974 黒鹿毛 | 父の父Bold Reasoning 1968 黒鹿毛 | Reason to Earn | Hail to Reason      | Hail to Reason   |
| 父 Seattle Slew 1974 黒鹿毛 | 父の父Bold Reasoning 1968 黒鹿毛 | Reason to Earn | Sailing House       |                  |
| 父 Seattle Slew 1974 黒鹿毛 | 父の母My Charmer 1969 鹿毛 | Poker | Round Table         | Round Table      |
| 父 Seattle Slew 1974 黒鹿毛 | 父の母My Charmer 1969 鹿毛 | Poker | Glamour             |                  |
| 父 Seattle Slew 1974 黒鹿毛 | 父の母My Charmer 1969 鹿毛 | Fair Charmer | Jet Action          | Jet Action       |
| 父 Seattle Slew 1974 黒鹿毛 | 父の母My Charmer 1969 鹿毛 | Fair Charmer | Myrtle Charm        |                  |
| 母 Weekend Surprise 1980 鹿毛 | 母の父Secretariat 1970 栗毛 | Bold Ruler | Nasrullah           | Nasrullah        |
| 母 Weekend Surprise 1980 鹿毛 | 母の父Secretariat 1970 栗毛 | Bold Ruler | Miss Disco          |                  |
| 母 Weekend Surprise 1980 鹿毛 | 母の父Secretariat 1970 栗毛 | Somethingroyal | Princequillo        | Princequillo     |
| 母 Weekend Surprise 1980 鹿毛 | 母の父Secretariat 1970 栗毛 | Somethingroyal | Imperatrice         |                  |
| 母 Weekend Surprise 1980 鹿毛 | 母の母Lassie Dear 1974 鹿毛 | Buckpasser | Tom Fool            | Tom Fool         |
| 母 Weekend Surprise 1980 鹿毛 | 母の母Lassie Dear 1974 鹿毛 | Buckpasser | Busanda             |                  |
| 母 Weekend Surprise 1980 鹿毛 | 母の母Lassie Dear 1974 鹿毛 | Gay Missile | Sir Gaylord         | Sir Gaylord      |
| 母 Weekend Surprise 1980 鹿毛 | 母の母Lassie Dear 1974 鹿毛 | Gay Missile | Missy Baba F-No.3-l |                  |

- 母の孫にCourt Vision（BCマイルなど）、タガノインディー（園田金盃、六甲盃、新春賞）、曾孫にHappy Saver（ジョッキークラブGC）がいる。
- 3代母の産駒にゲイメセンがいる。